# Festival international du film de Wiesbaden
Le Festival international du film de Wiesbaden, nommé GoEast, est un festival de cinéma consacré aux cinémas d'Europe centrale et de l'Est (Festival des mittel- und osteuropäischen Films), classé dans les festivals de cinéma compétitifs spécialisés par la FIAPF. Fondé en 2001, il a lieu chaque année en avril.

## Palmarès

### 1reédition, 2001
- Meilleur film : ex æquo Duże zwierzę de Jerzy Stuhr, et Citoyens de deuxième classe (Второстепенные люди) de  Kira Mouratova
- Meilleur réalisateur : Péter Gothár pour le film Paszport

### 2eédition, 2002
- Meilleur film : Cześć Tereska de Robert Gliński
- Prix de la Fondation Hertie-Stiftung - Meilleur film documentaire : Radost na Životot de  Svetozar Ristovski
- Meilleur réalisateur : Vojka Anzeljc pour Zadnja Večerja
- Prix spécial du jury : Filantropica de Nae Caranfil

### 3eédition, 2003
- Meilleur film : Klíč k určování trpaslíků aneb poslední cesta Lemuela Gullivera de  Martin Šulík
- Prix de la Fondation Hertie-Stiftung - Meilleur film documentaire : Bread over the Fence de  Stephan Komandarev
- Meilleur réalisateur : Lívia Gyarmathy pour le film Táncrend
- Prix de la critique FIPRESCI : Ébrenjárók de Bence Miklauzič

### 4eédition, 2004
- Meilleur film : Koktebel de  Boris Khlebnikov et Alekseï Popogrebski
- Prix de la Fondation Hertie-Stiftung - Meilleur film documentaire : Alphabet of Hope de  Stephan Komandarev
- Meilleur réalisateur : Benedek Fliegauf pour le film Dealer
- Prix de la critique FIPRESCI : Pogoda na jutro de Jerzy Stuhr

### 5eédition, 2005
- Złota Lili - Meilleur film : L'Accordeur (Nastrojščik) de Kira Mouratova
- Prix de la Fondation Hertie-Stiftung - Meilleur film documentaire : Lijepa Dyana de Boris Mitić
- Meilleur réalisateur : Małgorzata Szumowska pour le film Ono
- Prix de la critique FIPRESCI : L'Île de la Renaissance de Rustem Abdrachev

### 6eédition, 2006
- Lili d'or - Meilleur film : Tbilisi-Tbilisi de  Levan Zakareichvili
- Prix de la Fondation Hertie-Stiftung - Meilleur film documentaire : Facing the Day d'Ivona Juka
- Meilleur réalisateur : Alekseï Guerman pour le film Garpastum
- Prix de l'Office des Affaires étrangères (Allemagne) : A halál kilovagolt Perzsiából de Putyi Horváth
- Prix de la critique FIPRESCI : Sluneční stát de Martin Šulík

### 7eédition, 2007
- Lili d'or - Meilleur film : Euphorie d'Ivan Vyrypaïev
- Prix de la Fondation Hertie-Stiftung - Meilleur film documentaire : Jak to się robi de  Marcel Łoziński
- Meilleur réalisateur : Srđan Golubović pour le film Klopka
- Prix de l'Office des Affaires étrangères (Allemagne) : Armin d'Ognjen Sviličić
- Mention spéciale : Jouer les victimes (Изображая жертву, Izobrajaya jertvou) de Kirill Serebrennikov ainsi que Emir Hadžihafisbegović pour son rôle dans Armin
- Prix de la critique FIPRESCI : Klopka de Srđan Golubović

### 8eédition, 2008
- Lili d'or - Meilleur film : Magnus de Kadri Kõusaar
- Prix de la fondation Passé et Avenir - Meilleur film documentaire : Podul de Flori de  Thomas Ciulei
- Prix de la ville de Wiesbaden - Meilleur réalisateur : Stefan Arsenijević pour le film Ljubav i drugi zločini
- Prix de l'Office des Affaires étrangères (Allemagne) : Au bord de l'eau (Біля річки, Bilja rički) de  Eva Neïman
- Mention spéciale : Les Choses simples (Простые вещи, Prostye veshchi) d'Alekseï Popogrebski ainsi que  Problemat s komarite i drugi istorii d'Andrej Paunov
- Prix de la critique FIPRESCI : Magnus de Kadri Kõusaar
- Prix Reinhard Kämpf : Podul de Flori de Thomas Ciulei

### 9eédition, 2009
- Lili d'or - Meilleur film : L'Autre Rive (Gagma napiri) de  George Ovashvili
- Prix de la ville de Wiesbaden - Meilleur réalisateur : Boris Khlebnikov pour Le Secours fou (Sumasšedšaja pomošč)
- Prix de la fondation Passé et Avenir - Meilleur film documentaire : Kocham Polskę de Joanna Sławińska, Maria Zmarz-Koczanowicz
- Prix de l'Office des Affaires étrangères (Allemagne) : Morphine (Морфий, Morfij) d'Alekseï Balabanov
- Mention spéciale : Andreea Boşneag pour son rôle dans La Fille la plus heureuse du monde (Cea mai fericită fată din lume) ainsi que Zift de Javor Gardev
- Prix de la critique FIPRESCI : L'Autre Rive (Gagma napiri) de George Ovashvili

### 10eédition, 2010
- Lili d'or - Meilleur film : Quchis dgeebi de Levan Koguashvil
- Prix de la ville de Wiesbaden - Meilleur réalisateur : József Pacskovszky pour le film A vágyakozás napjai
- Prix de la fondation Passé et Avenir - Meilleur film documentaire : Oy mama de  Orna Ben Dor, Noa Maiman
- Prix de l'Office des Affaires étrangères (Allemagne) : Comment j'ai passé cet été (Как я провёл этим летом, Kak ja prowjol etim letom) de  Alekseï Popogrebski
- Mention spéciale : Victor Rebengiuc pour son rôle dans La Médaille d'honneur (Medalia de onoare) ainsi que Glubinka 34x45 d'Evgeniy Solomin
- Prix de la critique FIPRESCI : Comment j'ai passé cet été (Как я провёл этим летом, Kak ja prowjol etim letom) d'Alekseï Popogrebski

### 11eédition, 2011
- Lili d'or - Meilleur film : Kochegar de Alekseï Balabanov
- Prix de la fondation Passé et Avenir - Meilleur film documentaire : Koniec lata de  Piotr Stasik
- Prix de la ville de Wiesbaden - Meilleur réalisateur : Marian Crișan pour le film Morgen
- Prix de l'Office des Affaires étrangères (Allemagne) : Gorelovka de  Alexander Kviria
- Mention spéciale : Katka de  Helena Třeštíková ainsi que Aurora de  Cristi Puiu
- Prix de la critique FIPRESCI : Kochegar de  Alekseï Balabanov.

### 12eédition, 2012
- Lili d'or - Meilleur film : Vivre (Жить, Jit) de Vassili Sigarev
- Prix de la fondation Passé et Avenir - Meilleur film documentaire : Revision de Philip Scheffner
- Prix de la ville de Wiesbaden - Meilleur réalisateur : Konstantin Bojanov pour le film Avé
- Prix de l'Office des Affaires étrangères (Allemagne) : Für Mutter der Himmel de Aktan Arym Kubat

### 13eédition, 2013
Le Lili d'or devient le Prix Skoda à partir de cette édition.
- Prix Skoda du meilleur film : Eka et Natia, chronique d'une jeunesse géorgienne de Nana Ekvtimishvili et Simon Groß
- Prix de la fondation Passé et Avenir - Meilleur film documentaire : Anton ist hier de Lyubov Arkus
- Prix de la ville de Wiesbaden - Meilleur réalisateur : Srdan Golubović pour le film Circles
- Prix de l'Office des Affaires étrangères (Allemagne) : Les Femmes célestes de la prairie mari d'Alekseï Fedortchenko

### 14eédition, 2014
- Prix Skoda du meilleur film : Ida de Paweł Pawlikowski
- Prix de la fondation Passé et Avenir - Meilleur film documentaire : Urteil in Ungarn d'Eszter Hajdú
- Prix de la ville de Wiesbaden - Meilleur réalisateur : Levan Koguashvili pour le film Blind Dates
- Prix de l'Office des Affaires étrangères (Allemagne) : Kleiner Bruder de Serik Aprymov
- Prix de la critique FIPRESCI : Free Range - Ballade von der billigung der Welt de Veiko Õunpuu